# Kangaroo-Route

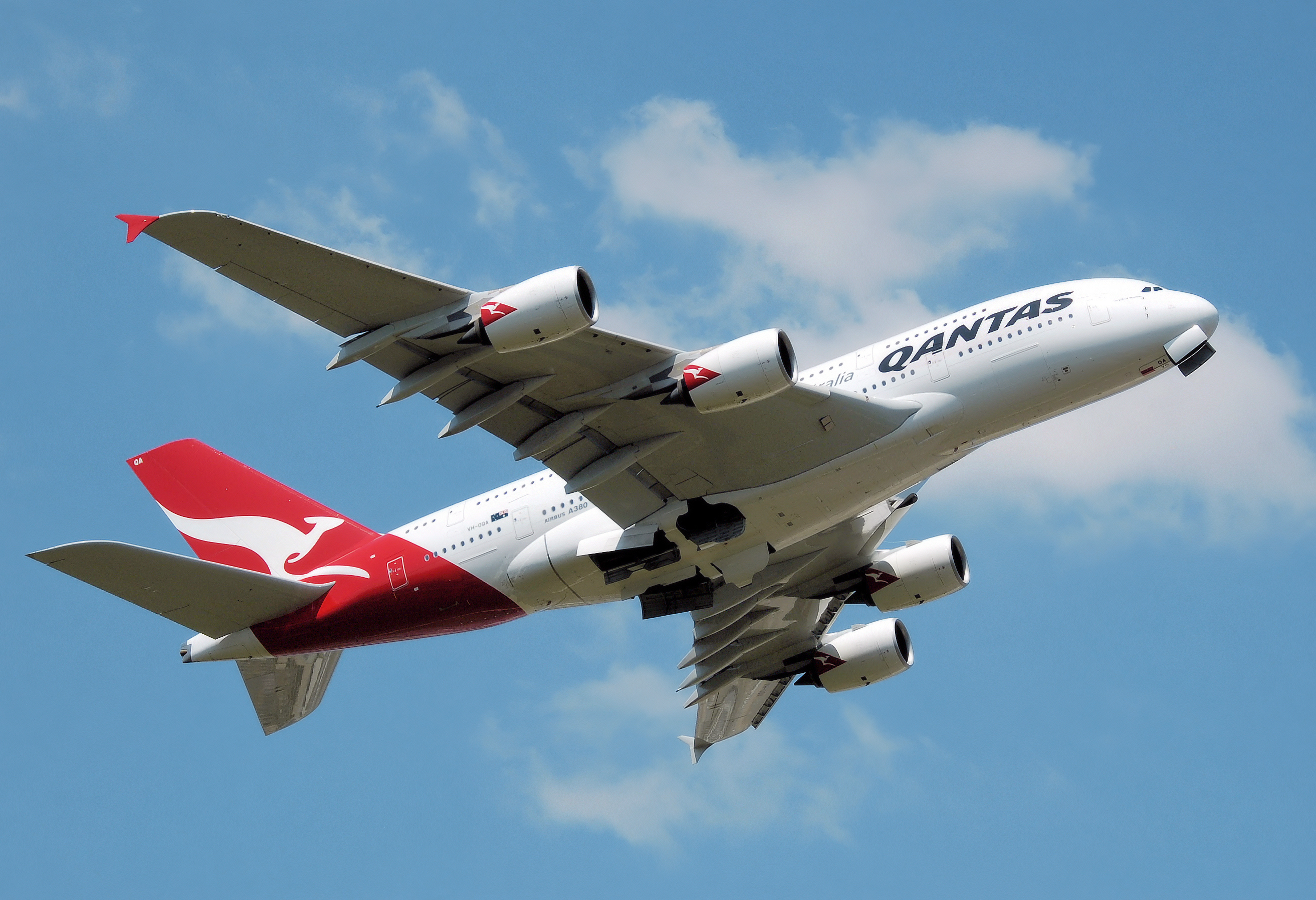
Ein Airbus A380 der Fluglinie Qantas mit dem charakteristischen Känguru-Logo auf dem Leitwerk.

Die Kangaroo-Route (oder der Kangaroo-Service) ist eine ursprünglich von der Fluglinie Qantas verwendete, heute allgemeine Bezeichnung für Flugrouten von Europa nach Australasien.

## Geschichte
Bereits 1935 hatte Qantas begonnen, Flüge von Australien nach Singapur anzubieten. Von Singapur aus gab es wiederum Anschlussflüge mit Imperial Airways nach London. Diese Flugstrecke wurde als „Empire Route“ bezeichnet. Nach der Einnahme Singapurs durch japanische Truppen musste die „Empire Route“ im Februar 1942 aufgegeben werden. Um weiterhin Post- und Passagierbeförderungen zwischen Australien und Großbritannien durchführen zu können, erwarb Qantas zwei Amphibienflugzeuge des Typs Consolidated PBY Catalina. Diese mit acht Zusatztanks ausgerüsteten Maschinen kamen ab dem 10. Juli 1943 auf einer neuen Verbindung von Perth nach Colombo (Ceylon) zum Einsatz und transportierten hauptsächlich Regierungspost. Die Flugdauer auf der rund 5.800 km langen Strecke betrug mehr als 27 Stunden. Ab Ende 1944 wurden zusätzlich zwei zu Transportflugzeugen umgebaute Bomber des Typs Consolidated B-24 Liberator auf der Route nach Ceylon betrieben, welche Qantas von der Royal Australian Air Force erhalten hatte. Mit den Flugzeugen konnten auch bis zu 15 Passagiere befördert werden. Die Flugroute der Liberator führte von Perth über den Stützpunkt RAAF Learmonth nahe Exmouth (Western Australia) zu einem rund 180 km nordöstlich von Colombo gelegenen Militärflugplatz der Royal Air Force und von dort weiter nach Karatschi (Pakistan). In Karatschi übernahm BOAC die Weiterbeförderung nach Großbritannien. Diesen Streckenverlauf bezeichnete Qantas erstmals als „Kangaroo-Service“.
Die „Kangaroo-Route“ über Ceylon nach Großbritannien wurde im Juni 1945 erstmals ohne Wechsel des Flugzeugs mit einer Avro Lancastrian bedient, wobei der 63 Stunden lange Flug auf dem Hurn Airport nahe Bournemouth endete (alle Londoner Flughäfen waren zu dieser Zeit noch kriegsbedingt für die Zivilluftfahrt gesperrt). Ab Mai 1946 wurde die alte Streckenführung über Singapur wieder genutzt. BOAC und Qantas bedienten diese Route bis Ende 1947 in Kooperation.
Nachdem Qantas im Jahr 1947 verstaatlicht worden war und die Zusammenarbeit mit BOAC endete, vermarktete sie ihren London-Service ab dem 1. Dezember 1947 gezielt als „Kangaroo-Route“. Die Strecke von Sydney nach London wurde mit werksneuen Lockheed Constellation beflogen, die Zwischenstopps in Darwin, Singapur, Kalkutta, Karachi, Kairo und Tripolis absolvierten. Der Preis für den Hin- und Rückflug betrug 585 Pfund, was dem damaligen Durchschnittslohn von 130 Arbeitswochen entsprach.
Ab Januar 1958 beflog Qantas als Alternative zur „Kangaroo-Route“ auch die als „Southern Cross Route“ bezeichnete Verbindung von Australien über den Pazifik und Nordamerika nach London. Im Jahr 1964 wurde eine zusätzliche Streckenführung nach London eingerichtet, die „Fiesta Route“, die über Tahiti, Mexiko und die Karibik führte. In den 1970er Jahren stellte Qantas ihre Linienflüge auf der „Fiesta Route“ und der „Southern Cross Route“ ein. Die „Southern Cross Route“ wird bis heute weiterhin von Air New Zealand beflogen.
Mit Beginn des Jet-Zeitalters verwendete Qantas im Jahr 1959 erstmals die Boeing 707 auf der „Kangaroo-Route“, ab 1971 auch die Boeing 747. Durch den Einsatz dieser Flugzeuge verringerte sich die benötigte Reisezeit, die Anzahl der Zwischenstopps und damit auch die Kosten. Da die Flugtickets so billiger wurden, war der Flugverkehr auf dieser Strecke nun auch mehr Passagieren zugänglich. Parallel dazu bekam Qantas zunehmende Konkurrenz durch europäische Fluggesellschaften, die ihrerseits Verbindungen nach Australien eingerichtet hatten. In den 1970er und 1980er Jahren wurde die „Kangaroo-Route“ unter anderem auch von Alitalia, British Airways, JAT, KLM, Lufthansa, Olympic Airways und UTA im Linienverkehr beflogen.
Seit dem 19. Januar 2009 wird auf dieser Route auch der Airbus A380 eingesetzt, unter anderem von Qantas.
Heute wird die „Kangaroo-Route“  von über 25 Fluglinien beflogen, darunter Qantas, Air New Zealand, British Airways, Cathay Pacific, China Eastern, Korean Air, Qatar Airways, Singapore Airlines und Thai Airways.
Seit dem 25. März 2018 gibt es erstmals eine Non-Stop-Verbindung zwischen Europa und Australien. Die Strecke von London nach Perth wird von Qantas bedient. Für die Strecke wird die Boeing 787-9 genutzt. In etwa 17 Stunden legt der Dreamliner 14.498 km zurück. Damit ist die Verbindung zeitlich der mit Abstand längste Linienpassagierflug der Welt. Gemessen an der Strecke des Fluges, belegt er allerdings nur Platz zwei hinter dem Air India-Flug von Neu-Delhi nach San Francisco.

## Allgemeines
Der Name „Kangaroo-Route“ wird bis heute verwendet, weil meistens mindestens ein Zwischenstopp für diese Strecke notwendig ist (ähnlich dem Hüpfer eines Kängurus) und Kängurus nur in Australasien in der freien Natur vorkommen. An ihre Herkunft und die historische Bedeutung dieser Route für die Fluggesellschaft Qantas erinnert auch heute noch ein Känguru in ihrem Logo.
Die Zwischenstopps finden meistens in Asien statt, heute etwa in Singapur, Hongkong, Bangkok, Taipei, Shanghai oder Peking. Inzwischen bedienen aber auch die Fluglinien Etihad, Emirates und Qatar Airways diese Strecke, mit Zwischenstopp in ihren Drehkreuzen Abu Dhabi, Dubai bzw. Doha.
Da insbesondere in Australien und Neuseeland große Teile der Bevölkerung europäischer Abstammung sind, ist die Bedienung der „Kangaroo-Route“ bei dort ansässigen Fluglinien für einen großen Teil des Gewinns verantwortlich.